# تارا (ایرتیش)
تارا (به لاتین: Tara) یک رود در روسیه است که در استان نووسیبیرسک واقع شده‌است.